# Cactus (Cactus)
| Recensione              | Giudizio        |
| ----------------------- | --------------- |
| AllMusic                | [ 1 ]           |
| Sputnikmusic            | 4.0 (Excellent) |
| Dizionario del Pop-Rock | [ 3 ]           |

Cactus è il primo eponimo album discografico in studio del gruppo musicale hard rock statunitense Cactus, pubblicato dalla Atco Records nel luglio del 1970.

## Tracce
Tutte le tracce sono di: Carmine Appice, Tim Bogert, Rusty Day, Jim McCarty tranne dove indicato.
Lato A
1. Parchman Farm – 3:05 (Mose Allison)
2. My Lady from South of Detroit – 4:20
3. Bro. Bill – 5:10
4. You Can't Judge a Book by the Cover – 6:44 (Willie Dixon)

Lato B
1. Let Me Swim – 3:50
2. No Need to Worry – 6:00
3. Oleo – 4:49
4. Feel So Good – 6:00

## Formazione
- Carmine Appice - batteria
- Tim Bogert - basso
- Rusty Day - voce, harp
- Jim McCarty - chitarra

Note aggiuntive
- Cactus - produttori, arrangiamenti
- Registrazioni effettuate al Ultra-Sonic Recording Studios, Inc. di Hempstead, New York (Stati Uniti)
- Bill Stahl - ingegnere delle registrazioni
- Jackson Howe - supervisore del remixaggio
- Gene Paul - ingegnere del remixaggio
- Mark L. Rollins, Jr. - art direction, fotografia
- Ringraziamenti a: Phil Basile, Jeff Beck, Led Zeppelin, Terry Kelly, Mike Evans, Paco, Duane Hichings, Mickie Most, Jon Finley, Rod Stewart, McKinley Jackson, Jocko Davidson[6]